# Hexacona armata
Hexacona armata là một loài bọ cánh cứng trong họ Cerambycidae.